# Illas Estelas
Illas Estelas este o arie protejată (arie specială de conservare — SAC, sit de importanță comunitară — SCI) din Spania întinsă pe o suprafață de 725,26 ha, din care 99 % marine.

## Localizare
Centrul sitului Illas Estelas este situat la coordonatele 42°09′00″N 8°51′35″W / 42.15°N 8.8597°V.

## Înființare
Situl Illas Estelas a fost declarat sit de importanță comunitară în februarie 1999 pentru a proteja 8 specii de animale. Situl a fost protejat și ca arie specială de conservare în martie 2014.

## Biodiversitate
Situată în ecoregiunile atlantică și marină Atlantică, aria protejată conține 13 habitate naturale: Peșteri marine scufundate complet sau parțial, Faleze cu vegetație de pe coastele atlantice și baltice, Vegetație anuală la limita mareei, Recifuri, Terase mlăștinoase și terase nisipoase neacoperite de apă la reflux, Dune mobile cu vegetație embrionară, Pseudostepă cu ierburi și specii anuale de Thero-Brachypodietea, Dune mobile de-a lungul țărmului cu Ammophila arenaria („dune albe”), Golfuri mici largi și golfuri puțin adânci, Roci stâncoase cu vegetație pionieră de Sedo-Scleranthion sau Sedo albi-Veronicion dillenii, Pante stâncoase silicioase cu vegetație casmofită, Pajiști uscate europene, Bancuri de nisip acoperite în permanență slab de apă marină.
La baza desemnării sitului se află mai multe specii protejate:
- păsări (6): chirighiță neagră (Chlidonias niger), pescăruș argintiu (Larus cachinnans), cormoran mare (Phalacrocorax carbo), Phalacrocorax carbo sinensis, chiră de baltă (Sterna hirundo), chiră de mare (Sterna sandvicensis)
- mamifere (2): marsuin (Phocoena phocoena), delfin mare (Tursiops truncatus)